# کیا کومبی
کیا کومبی (در ابتدا با عنوان آسیا کومبی به بازار عرضه می‌شد) یک سری مینی بوس بود که از سال ۱۹۸۳ تا اکتبر ۲۰۰۲ توسط آسیا موتور و بعداً کیا موتورز ساخته شد. آسیا موتورز از سال ۱۹۷۶ متعلق به کیا بود.
در سال ۱۹۸۳ مینی بوس‌های ۲۴ سرنشینه آسیا موتورز کومبی تولید و در سال ۲۹۸۴ وارد تولید کامل شد. در اکثر نسخه‌ها موتور شش سیلندر مزدا ZB با حجم ۴۰۵۲ سی سی تعبیه شده‌است. این موتور قدرت تولید ۱۰۰ اسب بخار (۷۴ کیلووات) در ۳۶۰۰ دور بر دقیقه دارد. در سال ۱۹۸۸ یا ۱۹۹۰ چراغ‌های جلو از حالت دوقلو به شکل گربه ای تغییر یافتند.
برای سال مدل ۱۹۹۶ اصلاحات دیگری صورت گرفت، موتورهای چهار سیلندر کوچکتر جدید هیوندای با قدرت بیشتر و همچنین داشبورد جدید تولید شد. این مدل‌ها همچنین دارای چراغ‌های جدید بودند. موتورهای چهار سیلندر خطی جدید، از سری موتورهای توربوشارژر جدید هیوندای با قدرت ۱۲۰ و ۱۴۰ اسب بخاری بودند. پس از ادغام کیا و هیوندای در سال ۱۹۹۹، برند آسیا موتورز منحل شد. بنابراین برند به عنوان کیا پاور کومبی معرفی شد. با رعایت مقررات سخت‌تر انتشار گازهای کره جنوبی در افق سال ۲۰۰۳، تولید کومبی در سال ۲۰۰۲ به پایان رسید.

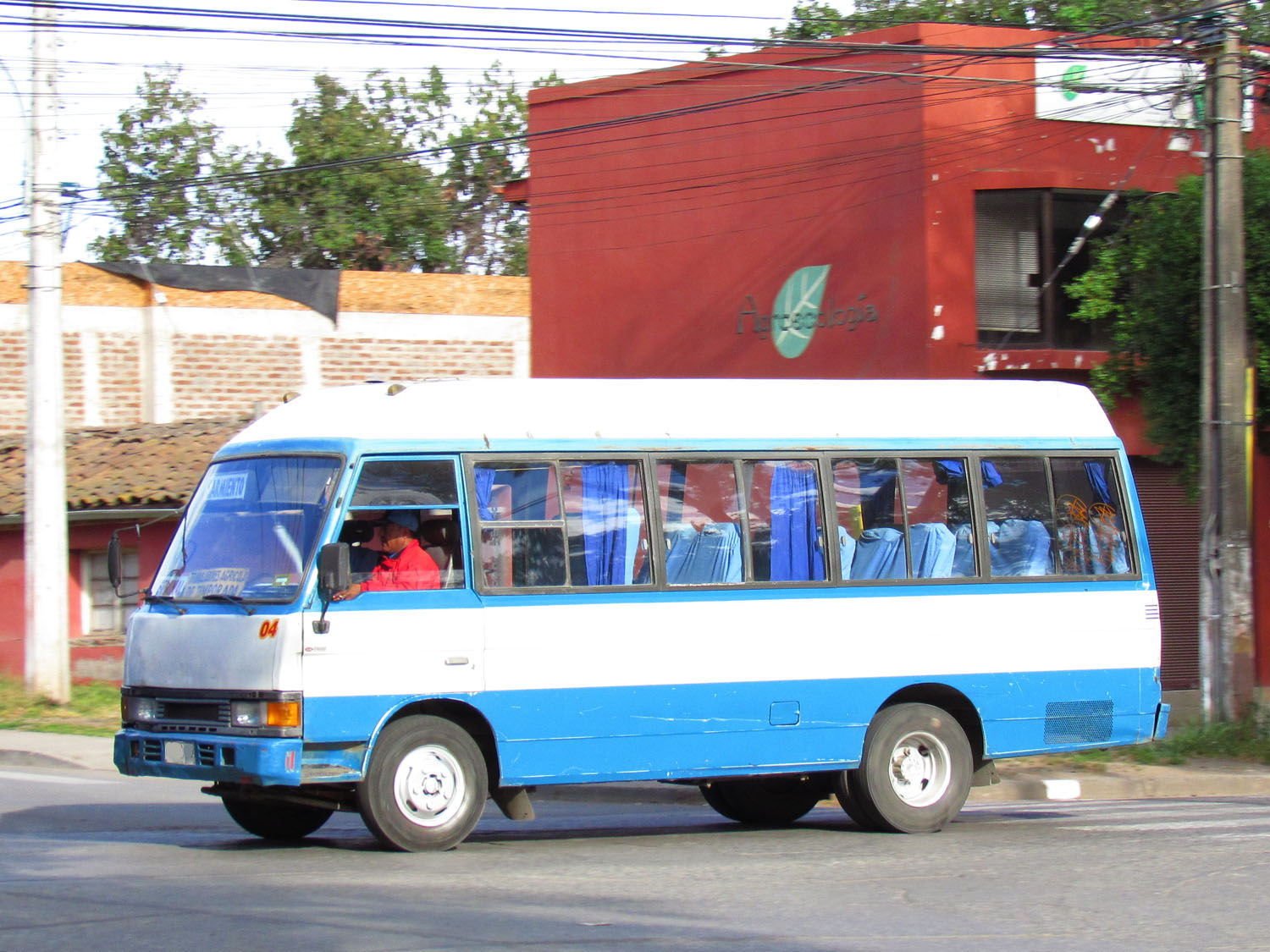
آسیا کومبی مدل ۱۹۹۳ در شیلی